# Porsa koppargruvor
Porsa koppargruvor var en koppargruva i dåvarande Kvalsunds kommun i Finnmark fylke i norra Norge, tillhörigt AB Porsa. Driften lades ned 1931.